# لی فانگ (تنیس‌باز)
 لی فانگ (انگلیسی: Li Fang؛ زاده ۱ ژانویهٔ ۱۹۷۳) یک تنیس‌باز اهل جمهوری خلق چین است.